# Фельзума Роберта Мертенса
Фельзума Роберта Мертенса (лат. Phelsuma robertmertensi) — вид ящериц семейства гекконы. Эндемик Коморских островов.

## Этимология
Видовое название robertmertensi, дано в честь немецкого герпетолога Роберта Мертенса.

## Описание
Один из самых маленьких представителей своего рода, дневной геккон Роберта Мертенса может достигать общей длины (включая хвост) около 11 сантиметров. Цвет тела может быть тёмно-зелёным или голубовато-зелёным. Оранжевая полоса на спине проходит от головы до хвоста. Бока серовато-коричневые.

## Распространение
Обитает только на острове Майотта на Коморских островах, являясь эндемиком этого острова.

## Образ жизни
Данный вид гекконов предпочитает более сухие местообитания, чем другие виды фельзум на острове. Он никогда не встречался в первичных дождевых лесах, обитая около первичной прибрежной растительности и в деградировавших лесах.
Питается различными насекомыми и другими беспозвоночными. Он также объедает мягкие сладкие фрукты, пыльцу и нектар.
Яйцекладущий вид. При температуре 28 °C молодые особи вылупляются примерно через 49—53 дня. Они имеют размеры 19—22 миллиметра.

## Природоохранный статус
Международным союзом охраны природы вид признан «вымирающим» в связи с обитанием на крайне ограниченной территории, а также уничтожения местообитаний из-за развития сельского хозяйства и конкуренции с инвазионными видами гекконов, такими как плоскохвостая фельзума. Занесён в приложение II Конвенции о международной торговле дикими видами.

## Содержание в неволе
Этих гекконов советуют содержать в паре. Они нуждаются в террариумах с большим количеством растительности. Температура должна быть в пределах 25—28 °C. Влажность должна быть от 75 до 100 %. В неволе их можно кормить сверчками, личинками восковой моли, плодовыми мухами, мучными червями и комнатными мухами.